# Ferdinand Pfohl
Ferdinand Pfohl (Elbogen (Bohèmia), 12 d'octubre de 1862 - Bergedorf avui barri d'Hamburg, 16 de desembre de 1949), fou un crític musical, escriptor i compositor bohemi.
Estudià lleis a Praga, i després filosofia i música en la Universitat de Leipzig (1885), i, privadament, amb Oscar Paul. Es dedicà a la crítica musical, i escriví aquesta secció en el Daheim (1891), entrà en la redacció del Hamburger Nachrichten el 1892, i muntà el departament musical; codirector del Conservatori Vogt (1908), allà explicà teoria, estètica, locució i estil; va donar conferències públiques en pro del desenvolupament de l'educació musical, i fou nomenat professor reial el 1913.
Autor de les obres següents:
- Hollenbreughel als Erzicher, Bayreuther Fanfaren, Die Nibelungen in Bayreuth (1896);
- Die Moderne Oper (1894);
- A Nikisch (1900);
- arguments del Fidelio, de Beethoven, i de les òperes de Wagner; Der fliegende Holländer, Lohengrin, Tannhäuser, Tristany i Isolda, Els mestres cantaires de Nuremberg i Parsifal;
- Richard Wagner, sein Leben und Schaffen (Berlín, 1911);
- Karl Grammann, ein Künstlerleben (Berlín, 1910);
- Quer durch Afrika (1891);
- West-Ostliche Fahrteh (1902).

Composicions:
- Mondrondels, op. 4;
- Sirenenlieder, op. 9;
- Turmballaden, op. 14, i d'altres cançons;
- Pierre lunaire i Die versunkene Glocke, poemes simfònics;
- Das Meer, fantasia simfònica en cinc moviments;
- Frau Holle, ballet, op. 14;
- Twardowsky, per a cor d'homes, mezzosoprano i orquestra, op. 10. Les peces per a piano Strandbilder, Elegische Suite, etc.